# Nuno Gomes
Nuno Miguel Soares Pereira Ribeiro (n. 5 iulie 1976, Amarante, Districtul Porto, Portugalia), cunoscut ca Nuno Gomes, este un fost fotbalist internațional portughez care juca pe poziția de atacant.

## Goluri internaționale
| #  | Dată              | Stadion                                            | Adversar      | Scor | Rezultat | Competiție                                             |
| -- | ----------------- | -------------------------------------------------- | ------------- | ---- | -------- | ------------------------------------------------------ |
| 1  | 12 iunie 2000     | Philips Stadion, Eindhoven, Olanda                 | Anglia        | 3–2  | 3–2      | Euro 2000                                              |
| 2  | 24 iunie 2000     | Amsterdam ArenA, Amsterdam, Olanda                 | Turcia        | 0–1  | 0–2      | Euro 2000                                              |
| 3  | 24 iunie 2000     | Amsterdam ArenA, Amsterdam, Olanda                 | Turcia        | 0–2  | 0–2      | Euro 2000                                              |
| 4  | 28 iunie 2000     | King Baudouin Stadium, Bruxelles, Belgia           | Franța        | 1–0  | 1–2      | Euro 2000                                              |
| 5  | 1 septembrie 2001 | Camp d'Esports, Lleida, Andorra                    | Andorra       | 0–1  | 1–7      | Calificările pentru Campionatul Mondial de Fotbal 2002 |
| 6  | 1 septembrie 2001 | Camp d'Esports, Lleida, Andorra                    | Andorra       | 0–3  | 1–7      | Calificările pentru Campionatul Mondial de Fotbal 2002 |
| 7  | 1 septembrie 2001 | Camp d'Esports, Lleida, Andorra                    | Andorra       | 1–5  | 1–7      | Calificările pentru Campionatul Mondial de Fotbal 2002 |
| 8  | 1 septembrie 2001 | Camp d'Esports, Lleida, Andorra                    | Andorra       | 1–7  | 1–7      | Calificările pentru Campionatul Mondial de Fotbal 2002 |
| 9  | 5 septembrie 2001 | Antonis Papadopoulos, Larnaca, Cipru               | Cipru         | 1–1  | 1–3      | Calificările pentru Campionatul Mondial de Fotbal 2002 |
| 10 | 6 octombrie 2001  | Estádio da Luz (1954), Lisabona, Portugalia        | Estonia       | 2–0  | 5–0      | Calificările pentru Campionatul Mondial de Fotbal 2002 |
| 11 | 6 octombrie 2001  | Estádio da Luz (1954), Lisabona, Portugalia        | Estonia       | 4–0  | 5–0      | Calificările pentru Campionatul Mondial de Fotbal 2002 |
| 12 | 14 noiembrie 2001 | Estádio José Alvalade (1956), Lisabona, Portugalia | Angola        | 2–1  | 5–1      | Meci amical                                            |
| 13 | 14 noiembrie 2001 | Estádio José Alvalade (1956), Lisabona, Portugalia | Angola        | 4–1  | 5–1      | Meci amical                                            |
| 14 | 25 mai 2002       | Estádio Campo Desportivo, Macau, China             | China         | 0–1  | 0–2      | Meci amical                                            |
| 15 | 19 noiembrie 2003 | Estádio Dr. Magalhães Pessoa, Leiria, Portugalia   | Kuweit        | 6–0  | 8–0      | Meci amical                                            |
| 16 | 19 noiembrie 2003 | Estádio Dr. Magalhães Pessoa, Leiria, Portugalia   | Kuweit        | 7–0  | 8–0      | Meci amical                                            |
| 17 | 19 noiembrie 2003 | Estádio Dr. Magalhães Pessoa, Leiria, Portugalia   | Kuweit        | 8–0  | 8–0      | Meci amical                                            |
| 18 | 28 aprilie 2004   | Estádio Cidade de Coimbra, Coimbra, Portugalia     | Suedia        | 2–2  | 2–2      | Meci amical                                            |
| 19 | 29 mai 2004       | Estádio Municipal de Águeda, Águeda, Portugalia    | Luxemburg     | 2–0  | 3–0      | Meci amical                                            |
| 20 | 5 mai 2004        | Estádio do Bonfim, Setúbal, Portugalia             | Lituania      | 3–1  | 4–1      | Meci amical                                            |
| 21 | 20 iunie 2004     | Estádio José Alvalade, Lisabona, Portugalia        | Spania        | 0–1  | 0–1      | UEFA Euro 2004                                         |
| 22 | 26 martie 2005    | Estádio Cidade de Barcelos, Barcelos, Portugalia   | Canada        | 4–1  | 4–1      | Meci amical                                            |
| 23 | 8 octombrie 2005  | Estádio Municipal de Aveiro, Aveiro, Portugalia    | Liechtenstein | 2–1  | 2–1      | Calificările pentru Campionatul Mondial de Fotbal 2006 |
| 24 | 8 iulie 2006      | Mercedes-Benz Arena, Stuttgart, Germania           | Germania      | 3–1  | 3–1      | Campionatul Mondial de Fotbal 2006                     |
| 25 | 6 septembrie 2006 | Helsinki Olympic Stadium, Helsinki, Finlanda       | Finlanda      | 1–1  | 1–1      | Preliminariile Campionatului European de Fotbal 2008   |
| 26 | 11 octombrie 2006 | Stadion Śląski, Chorzów, Polonia                   | Polonia       | 2–1  | 2–1      | Preliminariile Campionatului European de Fotbal 2008   |
| 27 | 24 martie 2007    | Estádio José Alvalade, Lisabona, Portugalia        | Belgia        | 1–0  | 4–0      | Preliminariile Campionatului European de Fotbal 2008   |
| 28 | 26 martie 2008    | Esprit Arena, Düsseldorf, Germania                 | Grecia        | 1–2  | 1–2      | Meci amical                                            |
| 29 | 19 iunie 2008     | St. Jakob-Park, Basel, Elveția                     | Germania      | 1–2  | 2–3      | Euro 2008                                              |

## Palmares

### Club
Boavista
- Taça de Portugal: 1996–97

Benfica
- Primeira Liga: 2004–05, 2009–10
- Taça de Portugal: 2003–04
- Supertaça Cândido de Oliveira: 2005
- Taça da Liga: 2008–09, 2009–10, 2010–11

Fiorentina
- Coppa Italia: 2000–01

### Națională
- UEFA European Championship: Runner-up 2004; Third place 2000
- FIFA U-20 World Cup: Third place 1995
- UEFA European Under-18 Championship: 1994
- UEFA European Under-16 Championship: 1996
- Toulon Tournament: Third place 1996

### Individual
- Toulon Tournament: Top Scorer 1996
- UEFA European Championship: Silver Boot/Team of the Tournament 2000
- Portuguese League: Top Scorer 1998–99
- Portuguese League: Player of the Year 1998–99, 1999–2000; Player of the Month septembrie 2005, octombrie 2005

### Ordine
- Medalia Meritului, Order of the Immaculate Conception of Vila Viçosa (House of Braganza)[1]

## Statistici
La 31 decembrie 2012
| Club             | Sezon        | Campionat | Campionat | Cupă    | Cupă   | Cupa Ligii | Cupa Ligii | Europe  | Europe | Total   | Total  |
| Club             | Sezon        | Meciuri   | Goluri    | Meciuri | Goluri | Meciuri    | Goluri     | Meciuri | Goluri | Meciuri | Goluri |
| ---------------- | ------------ | --------- | --------- | ------- | ------ | ---------- | ---------- | ------- | ------ | ------- | ------ |
| Boavista         | 1994–95      | 17        | 1         | 2       | 0      | –          | –          | 4       | 1      | 23      | 2      |
| Boavista         | 1995–96      | 28        | 7         | 2       | 1      | –          | –          | 0       | 0      | 30      | 8      |
| Boavista         | 1996–97      | 34        | 15        | 5       | 4      | –          | –          | 6       | 2      | 45      | 21     |
| Boavista         | Total        | 79        | 23        | 9       | 5      | –          | –          | 10      | 3      | 98      | 31     |
| Benfica          | 1997–98      | 33        | 18        | 6       | 4      | –          | –          | 1       | 0      | 40      | 22     |
| Benfica          | 1998–99      | 34        | 24        | 2       | 3      | –          | –          | 7       | 7      | 43      | 34     |
| Benfica          | 1999–00      | 34        | 18        | 2       | 1      | –          | –          | 5       | 1      | 41      | 20     |
| Benfica          | Total        | 101       | 60        | 10      | 8      | –          | –          | 13      | 8      | 124     | 76     |
| Fiorentina       | 2000–01      | 30        | 9         | 3       | 4      | –          | –          | 0       | 0      | 33      | 13     |
| Fiorentina       | 2001–02      | 23        | 5         | 1       | 0      | –          | –          | 6       | 2      | 301     | 7      |
| Fiorentina       | Total        | 53        | 14        | 4       | 4      | –          | –          | 6       | 2      | 63      | 20     |
| Benfica          | 2002–03      | 27        | 9         | 1       | 0      | –          | –          | 0       | 0      | 28      | 9      |
| Benfica          | 2003–04      | 21        | 7         | 3       | 0      | –          | –          | 5       | 5      | 29      | 12     |
| Benfica          | 2004–05      | 23        | 7         | 5       | 2      | –          | –          | 6       | 3      | 34      | 12     |
| Benfica          | 2005–06      | 29        | 15        | 4       | 1      | –          | –          | 8       | 0      | 422     | 172    |
| Benfica          | 2006–07      | 24        | 6         | 3       | 3      | –          | –          | 14      | 4      | 41      | 13     |
| Benfica          | 2007–08      | 25        | 7         | 3       | 1      | 0          | 0          | 8       | 1      | 36      | 9      |
| Benfica          | 2008–09      | 24        | 7         | 1       | 0      | 2          | 1          | 6       | 1      | 34      | 9      |
| Benfica          | 2009–10      | 13        | 3         | 2       | 0      | 2          | 0          | 6       | 1      | 25      | 4      |
| Benfica          | 2010–11      | 6         | 4         | 1       | 0      | 1          | 1          | 0       | 0      | 8       | 5      |
| Benfica          | Total        | 192       | 65        | 23      | 7      | 5          | 2          | 53      | 15     | 276     | 90     |
| Braga            | 2011–12      | 20        | 6         | 2       | 0      | 2          | 0          | 5       | 0      | 29      | 6      |
| Braga            | Total        | 20        | 6         | 2       | 0      | 2          | 0          | 5       | 0      | 29      | 6      |
| Blackburn Rovers | 2012–13      | 18        | 4         | 2       | 0      | 0          | 0          | 0       | 0      | 20      | 4      |
| Blackburn Rovers | Total        | 18        | 4         | 2       | 0      | 0          | 0          | 0       | 0      | 20      | 4      |
| Career total     | Career total | 463       | 172       | 50      | 24     | 7          | 2          | 87      | 28     | 607     | 226    |

1 include Supercoppa Italiana.

2 include Supertaça Cândido de Oliveira.